# Fajã do Cerrado das Silvas
A Fajã do Cerrado das Silvas é uma fajã localizada na ilha de São Jorge, arquipélago dos Açores. Ecnontra-se entre a Fajã da Pelada e a Fajã da Choupana. O caminho da acesso para esta fajã é, como em muitas outras, um atalho estreito e talhado na rocha que leva cerca de 30 minutos a descer.
Nesta fajã existiam apenas duas ou três casas com tecto de palha, onde raramente as pessoas ficavam. Só uma senhora viveu lá por muito tempo, cultivando as terras. Ali tinha-lhe morrido um filho de quinze anos por lhe ter caído uma pedra em cima quando tiravam lenha da rocha. Possivelmente por isso e por amor e nostalgia ela ali ficou.
O gado era levado para a fajã nos começos do Inverno e por lá ficava toda a estação.
A fajã foi sempre toda cultivada com vinha, batata, feijão e inhame. O inhame era em grande quantidade, existindo em quase todas as parcelos de terreno e em especial nas hortas associadas às casas de morada.
A pesca era abundante, mas quase só num pesqueiro ao qual chamam a “Pedra da Janela”. Dali apanhava-se o congro e outros tipos de peixe grado.
A água é abundante nesta fajã, pois possui três ou quatro fontes com bastante caudal.
Até há poucos anos a fajã era apenas de uma mulher, a já referida senhora solitária a quem tinha morrido o filho, agora já não mora lá ninguém e na fajã do Cerrado das Silvas a natureza voltou a ocupar o seu lugar dando origem a uma vegetação luxuriante e varida, bastante serrada que cresce à vontade por todo o lado, deixando por vezes o carreiro de acesso fechado e de difícil transito.